# Колонія чапель (заказник)
Коло́нія ча́пель — орнітологічний заказник місцевого значення в Україні. Розташований у межах Хорошівського району Житомирської області, неподалік від села Кропивенка. 
Площа 3,4 га. Статус надано 1997 року. Перебуває у віданні ДП «Володарсько-Волинський лісгосп АПК». 
Створений з метою охорони місць гніздування чапель. 